# Ohnmächtig vor Glück
Ohnmächtig vor Glück (jap. ダーリンは生モノにつき, Darling wa namamono ni Tsuki) ist eine Manga-Serie der japanischen Zeichnerin Yuki Yoshihara, die seit 1997 in Japan erscheint. Das Werk handelt von der Liebe einer jungen Frau zu einem Mann, der sie für einen Transvestiten hält. Der Manga lässt sich in die Genre Romantik und Josei einordnen. 

## Handlung
Die junge Setsuko wurde von ihrem transsexuellen Vater allein aufgezogen, der eine Cross-Dressing-Bar führt. Als sie sich in den jungen Mediziner Kyosuke Tanabe verliebt, hält der sie zunächst auch für einen Transsexuellen. Als sie ihn schließlich davon überzeugen kann, dass sie eine Frau ist, kommen sie zusammen und heiraten schließlich. Doch auch das Eheleben der beiden verläuft nicht ruhig, da beide doch sehr verschieden sind.

## Veröffentlichungen
Der Manga wurde in Japan von 1997 bis 2001 im Magazin Petit Comic des Verlags Shogakukan in Einzelkapiteln veröffentlicht. Später erschienen insgesamt acht Sammelbände. Auf Französisch erscheint die Reihe bei Generation Comics. 
Der Verlag Tokyopop veröffentlicht den Manga seit September 2008 auf Deutsch. Bisher sind sieben Bände erschienen.